# وداد إبراهيم
وداد إبراهيم هي لاعبة ألعاب قوى إماراتية.

## مسيرتها
اهتمت وداد إبراهيم بالرياضة في سن مبكرة فمارست في البداية لعبة كرة السلة قبل أن تتحول إلى رياضة ألعاب القوى وتتخصّص في ألعاب رمي الرمح ورمي المطرقة. انضمت وداد ابراهيم إلى صفوف نادي النصر، ثم انتقلت بعد ذلك إلى نادي الشارقة الرياضي للمرأة، وفي عام 2022 مثلت النادي في النسخة الثانية من البطولة التخصصية لألعاب القوى التي نظمها الاتحاد الإماراتي لألعاب القوى، واستطاعت تحطيم الرقم القياسي المسجل للدولة في منافسات رمي المطرقة والمُقدر بحوالي 44,60 متر بعدما نجحت في رمي المطرقة لمسافة بلفت 45,10 متر.

## الميداليات والألقاب
استطاعت وداد إبراهيم إحراز العديد من الميداليات والألقاب خلال مشاركاتها بالبطولات الإقليمية والدولية المختلفة، ويوضح الجدول التالي أهم الميداليات التي حققتها خلال مسيرتها:
| السنة | البطولة                                                         | الميدالية/اللقب | المسابقة    | ملاحظات |
| ----- | --------------------------------------------------------------- | --------------- | ----------- | --- |
| 2016  | دورة الألعاب للأندية العربية للسيدات 2016                       | فضية            | رمي المطرقة | [ 3 ] [ 4 ] |
| 2017  | البطولة الخليجية لرياضة المرأة                                  | ذهبية           | رمي المطرقة | ححقت رمية بلغت مسافة 44.60 مترا |
| 2018  | بطولة عمان الدولية للاندية العربية لألعاب القوى للرجال والسيدات | ذهبية           | رمي المطرقة | مثلت في هذه البطولة نادي شباب أهلي دبي، وحصلت على المركز الأول في منافسات دفع الجلة بعد أن حققت رمية لمسافة قدرها 41.33 متر                   |
| 2022  | البطولة التخصصية الثانية لألعاب القوى للسيدات                   | ذهبية           | رمي المطرقة | مثلت في هذه البطولة نادي الشارقة الرياضي للمرأة، واحتلت المركز الأول في منافسات رمي المطرقة بعد أن استطاعت رمي المطرقة لمسافة قدرها 45,10 متر |
| 2022  | البطولة التخصصية الثانية لألعاب القوى للسيدات                   | فضية            | رمي الرمح   | |